# 149 км (зупинний пункт, Південно-Західна залізниця)
149 кіломе́тр — пасажирський залізничний зупинний пункт Конотопської дирекції Південно-Західної залізниці на лінії Хутір-Михайлівський — Ворожба.
Розташований між селами Протопопівка та Гирине Ямпільського району Сумської області між станціями Свеса (9 км) та Есмань (10 км).
Станом на початок 2018 р. у п'ятницю та неділю проходить один дизель-поїзд туди-назад сполученням Хутір-Михайлівський — Есмань.